# Luís Paulo Alves
Luís Paulo Alves (* 19. September 1961 in Horta, Azoren) ist ein portugiesischer Politiker (PS). Derzeit ist er Mitglied des Europäischen Parlaments.
Alves studierte Unternehmensführung an der Universität der Azoren, wo er 1989 seinen Abschluss machte. 1990 wurde er Beamter am portugiesischen Rechnungshof, von 1991 bis 2009 war er Geschäftsführer des Milchunternehmens Unileite. Zugleich engagierte Alves sich politisch für die Partido Socialista. 1986 war er im Präsidentschaftswahlkampf von Mário Soares Jugendbeauftragter seiner Partei für die Azoren, bei der Europawahl 1999 und 2004 leitete er auf den Azoren den Wahlkampf für den Europaabgeordneten Paulo Casaca. Von 2000 bis 2009 gehörte Alves dem Regionalparlament der Azoren an.
Bei der Europawahl in Portugal 2009 errang Alves einen Sitz im Europäischen Parlament, wo er sich wie alle Mitglieder seiner Partei der sozialdemokratischen Fraktion S&D anschloss. Er ist Mitglied im Ausschuss für regionale Entwicklung.